# PubMed Central
美国公共医学中心（英語：PubMed Central，缩写PMC），是一个免费的数字资源库，用于存档已发表于生物医学和生命科学期刊的开放获取全文学术文章。作为美国国家生物技术信息中心 (NCBI) 开发的主要研究数据库之一，PubMed Central不仅仅是一个文档资源库。提交至PMC的文章会被索引和格式化，从而增强元数据、医学本体和唯一标识符，从而丰富每篇文章的可扩展标记语言（XML）结构化数据。PMC中的内容可以链接到NCBI数据库并通过Entrez搜索和检索系统访问，从而进一步增强公众发现、阅读和构建生物医学知识的能力。
注意PubMed Central与PubMed不同。PubMed Central是一个免费的全文数字档案库，任何人都可以通过网络浏览器从任何地方访问（提供不同的重复使用条款）。相反，虽然PubMed是一个可搜索生物医学引文和摘要的数据库，但全文文章却位于其他地方（印刷版或在线版，免费或付费订阅）。